# Hafrárhnúkur
Hafrárhnúkur är en bergstopp i republiken Island. Den ligger i regionen Norðurland eystra, 230 km nordost om huvudstaden Reykjavík. Toppen på Hafrárhnúkur är 1 396 meter över havet.
Trakten runt Hafrárhnúkur är nära nog obefolkad, med mindre än två invånare per kvadratkilometer. Det finns inga samhällen i närheten. Trakten runt Hafrárhnúkur består i huvudsak av gräsmarker.